# 造父五
仙王座ν（造父五），又名BD+60 2288，HD 207260、SAO 19624、HR 8334，是仙王座的一颗恒星，视星等为4.29，位于銀經102.31，銀緯5.93，其B1900.0坐标为赤經21h 42m 33.7s，赤緯+60° 5.93′ 33″。该星是一个A2Ia的超巨星，距离5100光年，绝对星等-6.65等，总光度为太阳的75000倍，表面温度9400K,半径为太阳的102倍，质量为太阳的14-16倍。